# Eleonora Andegaweńska
Eleonora Andegaweńska, fr. Éléonore d'Anjou, it. Eleonora d'Angiò-Sicilia (ur. sierpień 1289, zm. 9 sierpnia 1341) – królowa małżonka Fryderyka II Sycylijskiego. Członkini bocznej linii dynastii Kapetyngów, dziesiąte dziecko Karola II Andegaweńskiego, króla Neapolu oraz Marii Węgierskiej, córki króla Węgier Stefana V.

## Życiorys
Eleonora po raz pierwszy wyszła za mąż w 1299 roku za Filipa z Toucy, syna Narjota z Toucy i Łucji z Trypolisu. Ich małżeństwo zostało rozwiązane 17 stycznia 1300 r. przez papieża Bonifacego VIII, ponieważ byli małżonkowie byli ze sobą spokrewnieni i nie poprosili papieża o zgodę na małżeństwo.
17 maja 1302 roku poślubiła po Fryderyka II Sycylijskiego. Jej ojciec i jej nowy mąż byli zaangażowani w wojnę o przewagę na Morzu Śródziemnym, a zwłaszcza na Sycylii i Mezzogiorno. Małżeństwo było częścią wysiłków dyplomatycznych mających na celu nawiązanie pokojowych stosunków, które doprowadziłyby do pokoju w Caltabellotta (19 sierpnia 1302 roku).
Pokój podzielił stare Królestwo Sycylii na część wyspiarską i część kontynentalną. Wyspa, zwana królestwem Królestwem Sycylii, przypadła i przeszła pod panowanie Fryderykowi, Mezzogiorno, zwane równocześnie Królestwem Sycylii, ale nazwane również dzisiaj Królestwem Neapolu, poszło pod panowanie Karola II. Tak więc pokój był formalnym uznaniem niespokojnego status quo.

## Potomstwo Eleonory i Fryderyka
- Piotr (1304–1342), król Sycylii jako Piotr II Sycylijski (1321/1337–1342)
- Roger (ur. 1305), zmarł młodo
- Manfred (1306–1317), książę Aten i książę Neopatrii (1312–1317)
- Konstancja Sycylijska, króla Cypru Henryka II (1317–1324), żona król Armenii Leo IV (1331–1341), żona regenta Cypru Jana de Lusignan (1343–1344)
- Elżbieta Sycylijska (1310–1349), znana również jako Izabela, żona księcia Bawarii Stefana II
- Wilhelm (1312–1338), książę Tarentu (1337–1338), książę Aten (1317–1338) i książę Neopatrii (1319–1338)
- Jan (1317–1348), książę Randazzo, książę Aten (1338–1348), hrabia Malty, regent Królestwa Sycylii (1342–1348)
- Katarzyna (1320–1342)
- Małgorzata Sycylijska (1331–1377), żona hrabiego Palatynatu Reńskiego Rudolfa II